# Линкълн Елсуърт
Линкълн Елсуърт (на английски: Lincoln Ellsworth) е американски полярен изследовател.

## Произход и младежки години (1880 – 1925)
Роден е на 12 май 1880 година в Чикаго, Илинойс, САЩ, в семейството на Джеймс Елсуърт, милионер занимаващ се с търговия на въглища, и съпругата му Ева Франс Бътлър. След като завършва Йелския и Колумбийския университет, работи като дървосекач по време на строителството на Първата Канадска национална железопътна линия. След това известно време е минен инженер в златоносните мини в Аляска. Междувременно учи практическа астрономия и геодезия.
Истински авантюрист, Елсуърт участва в лов на биволи на канадското правителство през 1911 г., прекарва 3 години в биологичното проучване на САЩ на брега на Тихия океан и доброволно постъпва на служба по време на Първата световна война, като пилот във Франция. След войната и продължително боледуване, през 1924 се присъединява към геоложка експедиция в Перу, като пресича Андите до изворите на Амазонка.

## Експедиционна дейност (1925 – 1939)

### Полет с Руал Амундсен (1925)
През 1925 бащата на Линкълн – Джеймс Елсуърт, спонсорира със 100 хил.$ експедицията на Руал Амундсен, в която като щурман на един от самолетите-амфибии участва Линкълн. Експедицията се опитва да прелети с два самолета от Шпицберген до Аляска, но на 87º 44` с.ш. един от самолетите прави принудително кацане и е изоставен, а с втория с големи трудности четиримата участници в полета се завръщат в базата.

### Полет с дирижабъла „Норге“ (1926) и „Граф Цепелин“ (1931)
През 1926 Елсуърт, отново заедно с Руал Амундсен и италианския инженер Умберто Нобиле, с дирижабъла „Норге“ достигат Северния полюс.
Елсуърт с голям ентусиазъм поддържа идеята на австралийския изследовател Хуберт Уилкинс за достигане на Северния полюс с подводница под ледовете. Опитите по това време се оказват неуспешни, но стават прелюдия към изследването на морските дълбини с помощта на подводни лодки от 60-те години на ХХ век.
През 1931 Елсуърт, като представител на американското географско дружество, прелетява на борда на дирижабъла „Граф Цепелин“ над територията на Съветска Арктика.

### Експедиции в Антарктида (1931 – 1939)

#### План за трансантарктически полет (1931)
Въпросът дали се съединяват море Уедъл и море Рос, отдавна занимава умовете на видните полярни изследователи. С решаването на този проблем се заема Линкълн Елсуърт. Имайки необходимия опит от Арктика, знаейки възможностите на съвременните самолети и след като изучава отчетите за походите във вътрешността на Антарктида, Елсуърт идва до заключението, че почти във всеки район на ледения континент е възможно кацането и излитането на самолет на ски. Неговият план е смел, но прост: да се лети от единия край на континента до другия само при добро време, а при най-малките признаци за разваляне на времето да се каца и се чака, докато отново настъпи подходящо време. Корабът, стоварил експедицията на единия край на континента, трябва да се придвижи до противоположния и там да натовари летците на борда си. В този случай летците няма причина да се притесняват за горивото за обратен полет.

#### Първи неуспешен опит (1933 – 1934)
Своя план Елсуърт публикува през 1931 и пристъпва към неговото осъществяване през 1933. На 7 януари 1934 корабът стоварва в Китовия залив на брега на море Рос един самолет, с който са направени пробни полети, но на 12 януари ледът, на който се намира самолетът, внезапно се пропуква и самолетът е силно повреден и полетът е провален.

#### Втори неуспешен опит (1934 – 1935)
През следващия летен сезон (декември-март 1934 – 1935) Елсуърт решава да извърши полета от море Уедъл до море Рос, но и този път намеренията му се провалят поради лошото време. На 3 януари 1935 самолетът прави опит да стартира по маршрута, но отново поради настъпилото лошо време се връща обратно.

#### Първи трансантарктически полет (1935 – 1936)
През ноември 1935 експедицията отново е свалена на брега на Антарктида, недалеч от остров Дънди. На 21 ноември е направен поредният опит, но отново е принуден да се върне, този път поради неизправност в самолета.
От 23 ноември до 5 декември 1935, Елсуърт, заедно с пилота Хърбърт Холик-Кеньнон на самолета „Полярна звезда“, извършва първия трансантарктически полет от остров Дънди (63°26′ ю. ш. 55°55′ з. д. / 63.433333° ю. ш. 55.916667° з. д.) до Китовия залив (78°30′ ю. ш. 164°28′ з. д. / 78.5° ю. ш. 164.466667° з. д.), като по време на полета двамата откриват платото Холик-Кеньон (1920 м), хребета Етернити (3239 м), Земя Елсуърт (77°30′ ю. ш. 95°40′ з. д. / 77.5° ю. ш. 95.666667° з. д.) и планината Елсуърт (4892 м). Дължината на полета е около 4000 км и продължава 12 дни. Четири пъти правят кацания в ледовете за извършване на астрономически наблюдения. След 14 часа полет времето се разваля и се налага първо кацане в пункт с координати 79°15′ ю. ш. 102°35′ з. д. / 79.25° ю. ш. 102.583333° з. д.. След като престояват 19 часа двамата излитат, но много скоро времето се разваля и се налага отново да кацнат и в лагер № 2 престояват три дни. На 27 ноември „Полярна звезда“ се издига във въздуха, но след 90 мили поради гъстата мъгла се налага ново приземяване. Скоро след кацането се разразява буря, която продължава няколко дни. Едва на 4 декември отново излитат, но след няколко часа се налага отново да се приземят, за да определят координатите си, тъй като наближават Китовия залив и има опасност да пропуснат базата. Кацат в лагер № 4 с координати 79°29′ ю. ш. 153°27′ з. д. / 79.483333° ю. ш. 153.45° з. д..
На 5 декември „Полярна звезда“ отново е във въздуха, но след час и пет минути горивото свършва и се налага принудително кацане на 30 километра южно от базата Литъл Америка. След десетдневно блуждаене летците се добират пеша до нея на 15 декември и прекарват там повече от месец преди да бъдат спасени от британската океанографска експедиция на кораба „Дискавъри ІІ“ и след това прибрани на своя кораб.
Откритията и изследванията на Елсуърт пибавят за САЩ площ с територия от 777 хил. км2, а Конгресът на САЩ го удостоява със специален златен медал.

#### Четвърта експедиция в Антарктида (1938 – 1939)
През 1938 Елсуърт за четвърти път се отправя към Антарктида, този път с намерение да прелети от брега на Индийския океан до море Рос. Поради неблагоприятните ледови условия едва през през януари 1939 корабът успява да се добере до бреговете на континента, но лятото е доста напреднало и Елсуърт се опасява, че начинанието му ще претърпи неуспех. На 11 януари Елсуърт, заедно с пилота Лимбарнер, излита от точка с координати 68°30′ ю. ш. 79°00′ и. д. / 68.5° ю. ш. 79° и. д. и поемат по меридиана на юг, но достига само до 72° ю.ш. принуден да се върне поради влошаване на времето. Проведени са аерофотозаснемания, които дават възможност да се внесат значителни поправки и уточнения в географската карта на Антарктида.
За изследванията си в Антарктида е удостоен с медали от Норвежкото, Италианското и Британското географски дружества.

## Последни години (1939 – 1951)
През 1941 Елсуърт се завръща в Перу и продължава своите геоложки изследвания до смъртта си в Ню Йорк на 26 май 1951 година.

## Памет
Неговото име носят:
- Земя Елсуърт в Западна Антарктида
- планина Елсуърт (77° – 80° 30` ю.ш., 80° – 88° з.д.), на която се намира най-високата точка на Антарктида, масива Винсън (4892 м);
- подледено езеро Елсуърт (79° ю. ш. 91° з. д. / 79° ю. ш. 91° з. д.) в Антарктида;
- полярна станция „Линкълн Елсуърт“ (77°39′ ю. ш. 41°02′ з. д. / 77.65° ю. ш. 41.033333° з. д.) на шелфовия ледник Филхнер-Роне в Антарктида.

## Трудове
- Our polar flight, 1925, съвм. с Раул Амундсен;
- First crossing of the Polar Sea, 1927, съвм. с Раул Амундсен;
- Acros West Antarctica, The geogr. Rewiev, 1936;
- The first croccing of Antarctica, The geogr. Journ., 1937;
- Beyond Norizons, 1938;
- My four Antarctic Expeditions, The Nat. Geogr. Mag., 1939.